# Aleksandr Gromow (hokeista)
Aleksandr Władimirowicz Gromow, ros. Александр Владимирович Громов (ur. 12 października 1982 w Moskwie) – rosyjski hokeista.

## Kariera
- Dinamo 2 Moskwa (1998-1999)
- THK Twer (1999-2001)
- CSK WWS Samara (2001-2003)
- TKH Toruń (2003/2004)
- Titan Klin (2004-2008)
- Chimik Woskriesiensk (2008)
- Awtomobilist Jekaterynburg (2008/2009)
- Titan Klin (2009-2011)
- Mołot-Prikamje Perm (2011-2013)
- Rubin Tiumeń (2013-2014)
- Mołot-Prikamje Perm (2014-2015)
- Dizel Penza (2015-2016)

Wychowanek szkoły Krylji Sowietow Moskwa. W sezonie 2003/2004 ligi polskiej grał w TKH Toruń (w tym czasie w drużynie grał inny Rosjanin Aleksiej Pieczonkin). Grał w rosyjskiej trzeciej lidze, drugiej lidze, krótkotrwale w KHL (w sezonie KHL (2008/2009) w barwach Chimika Woskriesiensk) oraz od 2011 w WHL. Od lipca 2015 zawodnik Dizelu Penza.

## Sukcesy
Klubowe
- Srebrny medal WHL: 2014 z Rubinem Tiumeń